# Долан, Том
То́мас Фи́цджеральд До́лан (англ. Thomas Fitzgerald Dolan; род. 15 сентября 1975, Арлингтон, Виргиния) — американский пловец, двукратный олимпийский чемпион, победитель чемпионатов мира. Экс-рекордсмен мира на дистанции 400 метров комплексным плаванием.

## Спортивная биография
Плаванием Том Долан начал заниматься с 7 лет. Первым тренером спортсмена был Рика Кёрл. В 1993 году Долан окончил школу и поступил в Мичиганский университет. Там он стал членом университетской команды по плаванию, которая занималась под руководством известного тренера, Джона Урбанчека. В 1994 году Том принял участие в чемпионате мира по плаванию, проходившем в Риме. Там он стал обладателем золотой медали в заплыве на 400-метровой дистанции комплексным плаванием. Также он установил мировой рекорд, равный 4:12,30, который продержался 6 лет и был улучшен самим же Доланом.
В 1996 году Долан вошёл в состав национальной олимпийской сборной США и принял участие в летних Олимпийских играх, которые проходили в Атланте, штат Джорджия. В своем «коронном» виде, в индивидуальном заплыве на четырехсотметровой дистанции комплексным плаванием Том Долан стал обладателем золотой медали. Также он занял седьмое место на 200-метровой дистанции комплексным плаванием, а также 17-е место на 400-метровой дистанции вольным стилем.
В 1998 году Том принял участие в очередном чемпионате мира по плаванию, проходившем в Перте, и выиграл на нём свою вторую золотую медаль.
В 2000 году спортсмен во второй раз принял участие в летних Олимпийских играх. На Играх он смог повторить свой победный результат на 400-метровке комплексным плаванием, а также стал серебряным призёром на дистанции 200 метров. Вскоре после Олимпиады Том закончил свою спортивную карьеру из-за медицинских показаний. Большую часть своей карьеры Долан страдал тяжёлой формой астмы, но несмотря на частые приступы, спортсмен продолжал интенсивные тренировки, преодолевая все трудности, связанные с болезнью.
В 2002 году рекорд Долана на 400-метровке комплексным плаванием, которым Том владел почти 8 лет, был побит юным Майклом Фелпсом.
В 2006 году Том Долан был включен в Международный зал славы плавания.